# Sharmila Tagore
Sharmila Tagore (en bengalí: শর্মিলা ঠাকুর; Hyderabad, Andhra Pradesh; 8 de diciembre de 1946) es una actriz del cine de la India y un símbolo sexual de los años 60 y 70. Actualmente Sharmila Tagore es la presidenta de la Comisión Censora del Gobierno de la India y una Embajadora de buena voluntad de Unicef.

## Carrera
Debutó como actriz en la película final de la Trilogía de Apu de Satyajit Ray Apur Sansar. Su primera película en hindi fue Kashmir Ki Kali con Shammi Kapoor el «Elvis hindú». Después  del estreno de Kashmir Ki Kali hizo Waqt con un reparto all-star de Sunil Dutt, Raaj Kumar, Shashi Kapoor, Sadhana, Balraj Sahni, Madan Puri, Achala Sachdev y Rehman. Por toda la década de 1960 protagonizó las películas exitosas de Bollywood y las obras artísticas de Satyajit Ray. Ganó un premio Filmfare a la mejor actriz por su papel como madre soltera en Aradhana. Escandalizó el público cuando apareció vestida en bikini en An Evening in Paris. La mayoría de sus películas en los 70 fueron de Bollywood con el actor Rajesh Khanna. En 1984 dejó su carrera de actriz pero volvió otra vez en Mississippi Masala (1991) de Mira Nair. En 2004 reemplazó a Anupam Kher como la jefa de la Comisión Censora del Gobierno. Apareció también con su hijo Saif Ali Khan en Eklavya: The Royal Guard (2007).

## Vida personal
Se casó con jugador de críquet Mansoor Ali Khan el 27 de diciembre de 1969. Se convirtió al islam por razones de matrimonio. La pareja tiene 3 hijos (el actor Saif Ali Khan, la actriz Soha Ali Khan y Saba Ali Khan).

## Premios
- 1969 - Premio Filmfare a la Mejor Actriz - Aradhana
- 1976 - Premio del Cine Nacional a la Mejor Actriz - Mausam
- 1997 - Premio Filmfare a toda una vida
- 2002 - Star Screen Lifetime Achievement Award
- 2004 - Premio del Cine Nacional a la Mejor Actriz de Reparto - Abar Aranye
- 2004 - Comandante de las Artes y de las Letras de la Francia
- 2007 - Premio a toda una vida (actriz) - Journalist Association of India

## Filmografía seleccionada
| Año  | Película                      | Director             | Papel                          | Notas                                                |
| ---- | ----------------------------- | -------------------- | ------------------------------ | ---------------------------------------------------- |
| 1959 | Apur Sansar                   | Satyajit Ray         | Aparna                         |                                                      |
| 1960 | Devi                          | Satyajit Ray         | Doyamoyee                      |                                                      |
| 1963 | Nirjan Saikatey               | Tapan Sinha          | Renu                           |                                                      |
| 1963 | Chhaya Shurjo                 |                      | Ghentoo                        |                                                      |
| 1964 | Kashmir Ki Kali               | Shakti Samanta       | Champa                         |                                                      |
| 1965 | Waqt                          | Yash Chopra          | Renu Khanna                    |                                                      |
| 1966 | Anupama                       | Hrishikesh Mukherjee | Uma Sharma                     |                                                      |
| 1966 | Devar                         | Mohan Sehgal         |                                |                                                      |
| 1966 | Nayak                         | Satyajit Ray         | Aditi                          |                                                      |
| 1967 | An Evening in Paris           | Shakti Samanta       | Deepa Malik/Roopa Malik (Suzy) |                                                      |
| 1967 | Aamne Saamne                  | Suraj Prakash        |                                |                                                      |
| 1969 | Yakeen                        | Brij                 | Rita                           |                                                      |
| 1969 | Satyakam                      | Hrishikesh Mukherjee | Ranjana                        |                                                      |
| 1969 | Aradhana                      | Shakti Samanta       | Vandhana Tripathi              | Ganadora, Premio Filmfare a la Mejor Actriz          |
| 1970 | Aranyer Din Ratri             | Satyajit Ray         | Aparna                         |                                                      |
| 1971 | Seemabaddha                   | Satyajit Ray         | Tutul                          |                                                      |
| 1971 | Chhoti Bahu                   | K.B. Tilak           | Radha                          |                                                      |
| 1972 | Amar Prem                     | Shakti Samanta       | Pushpa                         |                                                      |
| 1973 | Daag                          |                      | Sonia Kohli                    |                                                      |
| 1973 | Aa Gale Lag Jaa               | Manmohan Desai       | Preeti                         |                                                      |
| 1975 | Mausam                        | Gulzar               | Chanda/Kajli                   | Ganadora, Premio del Cine Nacional a la Mejor Actriz |
| 1975 | Chupke Chupke                 | Hrishikesh Mukherjee | Sulekha Chaturvedi             |                                                      |
| 1975 | Faraar                        | Shanker Mukherjee    | Mala / Asha                    |                                                      |
| 1977 | Amanush                       | Shakti Samanta       | Rekha                          |                                                      |
| 1979 | Dooriyan                      | Bhimsen              |                                |                                                      |
| 1982 | Namkeen                       | Gulzar               | Nimki                          |                                                      |
| 1982 | Desh Premee                   | Manmohan Desai       | Bharti                         |                                                      |
| 1984 | Sunny                         |                      | Madre de Sunny                 |                                                      |
| 1991 | Mississippi Masala            | Mira Nair            | Kinnu                          |                                                      |
| 1993 | Aashiq Awara                  | Umesh Mehra          | Mrs. Singh                     |                                                      |
| 1999 | Mann                          | Indra Kumar          | Abuela de Dev                  |                                                      |
| 2000 | Dhadkan                       | Dharmesh Darshan     | Madre de Dev                   |                                                      |
| 2003 | Shubho Mahurat                | Rituparno Ghosh      | Padmini Chowdhury              |                                                      |
| 2005 | Viruddh... Family Comes First | Mahesh Manjrekar     | Sumitra Patwardhan             |                                                      |
| 2006 | Eklavya: The Royal Guard      | Vidhu Vinod Chopra   | Suhasinidevi                   |                                                      |
| 2007 | Fool and Final                | Ahmed Khan           | Bhabi                          |                                                      |
| 2008 | Tasveer 8*10                  | Nagesh Kukunoor      | Savithri Puri                  |                                                      |
| 2009 | Morning Walk                  | Arup Dutta           | Neelima                        |                                                      |
| 2009 | Samaantar                     |                      | Shama Vaze                     | Maratí                                               |
| 2010 | Break Ke Baad                 | Kunal Kohli          | Ayesha Khan                    |                                                      |